# إيمي بارينغتون
إيمي برانغتون (حوالي 1858 - 6 كانون الثاني\يناير 1942)[استشهاد منقوص البيانات]) was معلمة وعالمة أيرلندية، ارتبط عملها ارتباطاً وثيقاً بممارسات ومعتقدات تحسين النسل. نشرت العديد من الأبحاث حول هذا الموضوع، فضلاً عن فهرسة مؤلَّف عن تاريخ تحديد النسل. كما ألّفت عن تاريخ عائلة بارينغتون. كانت إيمي ابنة إدوارد بارينغتون من فاسارو، براي في أيرلندا.
قدمت امتحانات ترايبوس الكلاسيكية عام 1885 وأصبحت معلّمة في أستراليا في مدرسة في بريسبين (1888-1893). عام 1906 أصبحت مُحَاضرة في كلية بيدفورد في لندن. كما قامت بأعمال رائدة في مجال تحسين النسل في مختبر فرانسيس غالتون التابعة للكلية الجامعية في لندن.

## مؤلفات عن تحسين النسل
جمعت القائمة من «كتب غوغل» و«أمازون»:
- دراسة أولية عن الإدمان الشديد على الكحول لدى البالغين، تأليف إيمي بارينغتون (التاريخ غير متوفر)
- اضطرابات وراثية في نمو العظام. تأليف إيمي بارينغتون. في مطبعة الجامعة (1925)
- دراسة أولى عن وراثة الرؤية والتأثير النسبي للوريثة والبيئة على البصر - 1909 تأليف أيمي برانغتون وكارل بيرسون
- دراسة ثانية عن تأثير تناول الأبوين الكحول على اللياقة البدنية والقدرة على التناسل: رد على نقد بعض النقاد الطبيين على المذكرات الأولى، وفحص الأدلة المقلدة المتقبسة منهم، الإصدارات 13-14 إيمي برانغتون، كار بيرسون، إثيل إلدرتون، دولاو وشركاه، 1910.
- القزامة. مع لوحات بيبليوغرافية وأيقونية، تأليف إيمي برانغتون - 1912
- ارتباط الخصوبة بالقيم الاجتماعية. دراسة تعاونية - 1913 تأليف إيثيل ماري إلدرتون وإيمي بارينغتون

## وصلات خارجية
- آل بارينغتون – تاريخ العائلة